# ᆀ
ᆀ는 ㅗ와 ㅔ를 겹들인 것이다. 이중으로 소리내는 연이음이라고 한다. 현대 한국어 표기에는 쓰이지 않는다.
ㅗ와 ㅔ를 같이 발음하였다. 이중연모음이었으나 잘못된 표기법으로 알려져 조선시대 중엽에 ㅚ로 바뀌었다.